# Kanton Moutiers-les-Mauxfaits
Der Kanton Moutiers-les-Mauxfaits war von 1790 bis 2015 ein französischer Wahlkreis im Arrondissement Les Sables-d’Olonne, im Département Vendée und in der Region Pays de la Loire; sein Hauptort war Moutiers-les-Mauxfaits.

## Gemeinden
Der Kanton Moutiers-les-Mauxfaits bestand aus 13 Gemeinden:
| Gemeinde                   | Einwohner Jahr | Fläche km² | Bevölkerungsdichte | Code INSEE | Postleitzahl |
| -------------------------- | -------------- | ---------- | ------------------ | ---------- | ------------ |
| Angles                     | 2.651 (2013)   | 34,27      | 77 Einw./km²       | 85004      | 85750        |
| La Boissière-des-Landes    | 1.326 (2013)   | 23,74      | 56 Einw./km²       | 85026      | 85430        |
| Le Champ-Saint-Père        | 1.815 (2013)   | 24,67      | 74 Einw./km²       | 85050      | 85540        |
| Curzon                     | 474 (2013)     | 5,9        | 80 Einw./km²       | 85077      | 85540        |
| Le Givre                   | 467 (2013)     | 12,42      | 38 Einw./km²       | 85101      | 85540        |
| La Jonchère                | 411 (2013)     | 11,5       | 36 Einw./km²       | 85116      | 85540        |
| Moutiers-les-Mauxfaits     | 2.038 (2013)   | 9,23       | 221 Einw./km²      | 85156      | 85540        |
| Saint-Avaugourd-des-Landes | 1.005 (2013)   | 20,85      | 48 Einw./km²       | 85200      | 85540        |
| Saint-Benoist-sur-Mer      | 428 (2013)     | 15,53      | 28 Einw./km²       | 85201      | 85540        |
| Saint-Cyr-en-Talmondais    | 358 (2013)     | 13,91      | 26 Einw./km²       | 85206      | 85540        |
| Saint-Vincent-sur-Graon    | 1.389 (2013)   | 48,79      | 28 Einw./km²       | 85277      | 85540        |
| La Tranche-sur-Mer         | 2.774 (2013)   | 17,63      | 157 Einw./km²      | 85294      | 85360        |
| La Faute-sur-Mer           | 703 (2013)     | 6,94       | 101 Einw./km²      | 85307      | 85460        |

## Bevölkerungsentwicklung
| 1962   | 1968  | 1975   | 1982   | 1990   | 1999   | 2007   |
| ------ | ----- | ------ | ------ | ------ | ------ | ------ |
| 10.071 | 9.965 | 10.099 | 10.557 | 11.170 | 12.078 | 14.310 |